# Cargolifter Joey

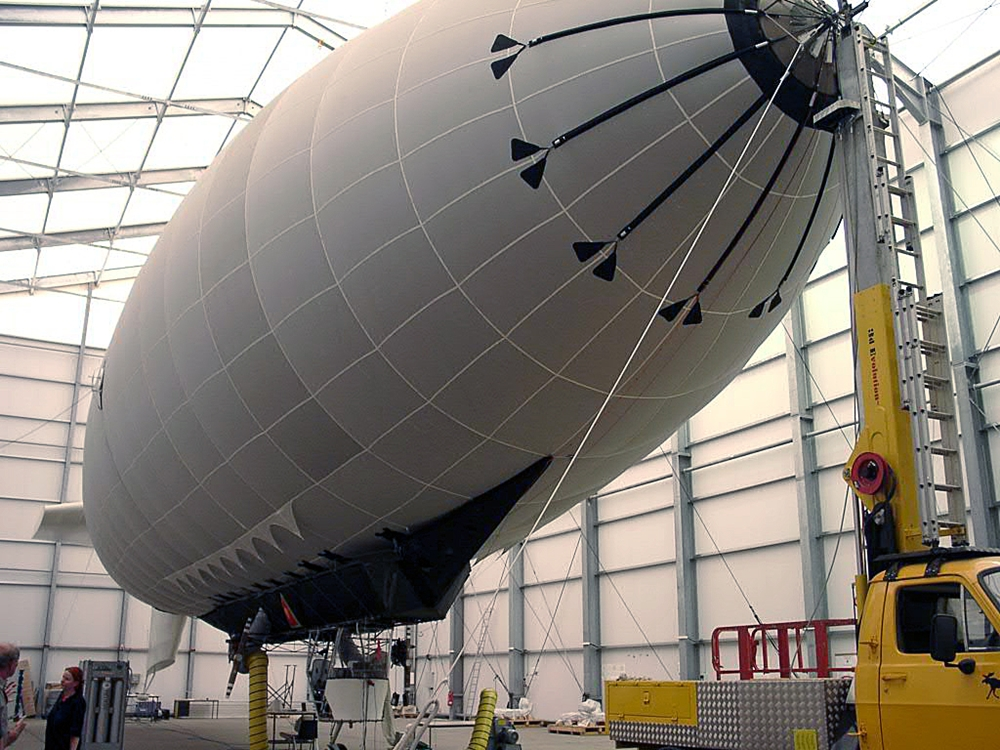
Cargolifter Joey im Jahr 2000 in der Cargolifter-Luftschiffhalle

Joey (auch Cargolifter Joey bzw. CL Joey) war ein Luftschiff-Versuchsträger von Cargolifter im linearen Maßstab 1:8 des geplanten Cargolifter CL160, also mit 1/512 von dessen Volumen und Auftrieb. Er diente dazu, Flugerfahrung zu sammeln, Entwicklungen und neue Werkstoffe zu testen sowie Modellrechnungen zu überprüfen. Der Name Joey ist eine Bezeichnung für Kängurubabys. Er hätte im Laderaum des Cargolifters CL160 (bzw. im Beutel seiner „Mutter“) problemlos Platz gefunden.

## Technik
Joey ist als halbstarres Luftschiff jedoch mit sehr kurzem Kiel ausgeführt.
Die Gesamtlänge beträgt 32 m bei einem Durchmesser von 8 m und einem Traggasvolumen von 1050 Kubikmetern. Angetrieben wird er von zwei nicht verstellbaren Solo-Motoren mit insgesamt 35,2 kW Vortriebsleistung. Die Besatzung besteht aus dem Piloten und bei Bedarf einem Testingenieur. Joey kann bei einem Eigengewicht von 827 kg maximal 147 kg heben.

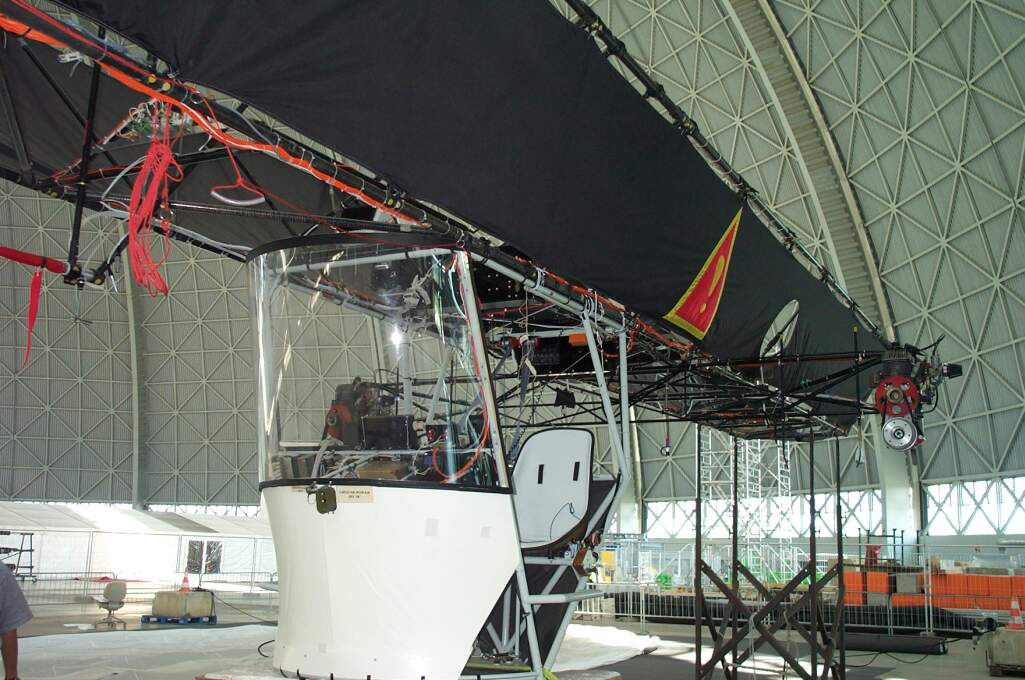
Der Kiel von Joey ohne Hülle

Das Traggas Helium ist in 4 Gaszellen untergebracht. Eine kleine Zelle von ca. 100 m³ befindet sich in der Nase, eine andere kleinere Zelle von ebenfalls ca. 100 m³ befindet sich im Heck des Auftriebskörpers. In der Mitte sind zwei große Gaszellen von je ca. 400 m³ rechts und links angebracht. Aufgrund der Gaszellen ist für dieses Luftschiff kein Ballonett notwendig. In dem Raum zwischen den Gaszellen wird mit Lüftern ein Überdruck erzeugt, damit der Auftriebskörper die auftretenden Kräfte, insbesondere die Biegemomente aus den bananenförmig herabhängenden Leitwerken und der mit Blei beschwerten Nasenkappe ausgleichen kann. Der Überdruck im Inneren der Hülle beträgt 450 Pa, (4,5 mbar). In der Mitte der Hülle, ungefähr auf ihrer Äquatorebene befindet sich auf jeder Seite ein Heliumventil. Oberhalb des Kiels befinden sich die Lüfter für die Druckbeaufschlagung und Luftventile.
Die vier kreuzförmig angeordneten Leitwerke sind über ein starres Leitwerkskreuz im Inneren der Hülle miteinander verbunden. Damit das untere Leitwerk beim Starten oder Landen nicht beschädigt wird, ist an diesem Leitwerk ein Stoßfänger angebracht.
Die Gondel ist am Mittelkiel befestigt, der aus Röhren aus kohlenstofffaserverstärkten Kunststoff hergestellt wurde. Der Vorder- und Hinterkiel dient eher ästhetischen Gründen. Die Gondel selbst ist ein geschweißtes Stahlrohrfachwerk.

## Verwendung und späterer Verbleib
Der Erstflug fand am 18. Oktober 1999 auf dem Cargolifter-Gelände in Briesen/Brand (Gemeinde Halbe) bei Berlin statt, nachdem Joey die Zulassung des Luftfahrt-Bundesamtes (LBA) als Testluftschiff erhalten hatte. Als Testpilot steuerte der Schwede Mats Backlin das Luftschiff auf seinem Jungfernflug.
Als flugfähige Version wurde Joey der Öffentlichkeit erstmals im Mai 2000 vorgestellt. Bis dahin war das Luftschiff sechsmal aufgestiegen und hatte dabei auch bis zu einstündige Flüge absolviert. Mitte Februar 2001 hatte das Luftschiff seinen achten Flug absolviert; bis Ende April 2001 waren insgesamt 14 Fahrten dokumentiert.
Nach der Insolvenz der Cargolifter AG Mitte 2002 wurde Joey im Oktober 2003 für 13.500 Euro an den Geschäftsmann Philip Yiin nach Malaysia versteigert. 2009 ging Joey in den Besitz von Marvin Johnson aus Frankreich über, wo er in einem Hangar in der Normandie überarbeitet werden und als Ultraleichtfluggerät zugelassen werden soll.